# El Guanche
El Guanche es un periódico de ideología nacionalista, fundado en 1897 en Caracas, Venezuela por Secundino Delgado R. y José Guerra Zerpa. Actualmente se edita en la villa de Tegueste en Tenerife, bajo la dirección de Honorio Marichal.

## "El Guanche" histórico
El Guanche -periódico literario, científico, industrial, comercial y de intereses materiales-, aparece en Santa Cruz de Tenerife el 5 de julio de 1858, bajo la dirección de Juan N. Romero, que posteriormente es sustituido por Claudio Sarmiento.
Los números de la publicación comenzaron llegando a los lectores cada cinco días, por la Imprenta Isleña.
Cesó de publicarse en julio de 1969

## El nacionalismo de "El Guanche" en Etapas (edición en papel)
| 1ª Etapa. Revista nacionalista independiente. Director: Secundino Delgado
--18 de noviembre de 1897
| 2ª Etapa. Órgano de expresión de Partido Nacionalista Canario. Director: José E. Guerra Zerpa
--15 de marzo de 1924
| 3ª Etapa. Órgano de expresión de Siete Estrellas Verdes. Director: Ángel Cuenca
--
| 4ª Etapa. Órgano de expresión de Congreso Nacional de Canarias. Director: Antonio Cubillo
--mayo / junio de 1986
| 5ª Etapa. Revista nacionalista independiente. Director: Honorio Marichal
--5 de febrero de 2013